# Эронз, Роландо
Роландо Эронз (англ. Rolando Aarons; род. 16 ноября 1995, Кингстон, Ямайка) — английский и ямайский футболист, полузащитник клуба «Целе».

## Биография
Эронз родился на Ямайке, в городе Кингстон. В Англию он переехал в пятилетнем возрасте с мамой, вырос в Бристоле. С девяти лет играл в футбол в воскресной лиге. В 13 лет Эронз оказался в молодёжной системе клуба «Бристоль Сити» и оставался там до конца сезона 2011/2012. В 2012 году тренеры молодёжной команды «Бристоль Сити» приняли решение отказаться от услуг Эронза, которому тогда было 16 лет. Тогда он отправился на просмотр в «Ньюкасл Юнайтед», где ему удалось хорошо проявить себя на тренировке и в матче с молодёжным составом «Мидлсбро», благодаря чему Эронз получил стипендию в клубной академии.

### Клубная карьера
В весенней части сезона 2013/2014 Эронза, до того два года успешно выступавшего за молодёжный состав, стали привлекать к играм взрослой команды. В марте 2014 года он впервые отправился с основным составом на выездной матч с «Фулхэмом», хотя на игру заявлен не был. 1 апреля 2014 года Эронз подписал с «Ньюкасл Юнайтед» свой первый профессиональный контракт. Летом 2014 года Эронз хорошо показал себя в предсезонном матче с немецким «Шальке 04», в котором отличился забитым голом и голевой передачей. Перед началом сезона он получил футболку с номером 16.
Уже в первом туре Премьер-лиги сезона 2014/2015 Эронз смог дебютировать на профессиональном уровне, 17 августа в матче с «Манчестер Сити» он заменил на 74-й минуте Йоана Гуффрана. 30 августа в матче с «Кристал Пэлас» Эронз, вновь выйдя на замену, забил свой первый гол в Премьер-лиге, переправив мяч головой в ворота после подачи углового Реми Кабелля и сравняв счёт в матче, позднее при его участии «Ньюкасл» забил ещё один гол. Успехи молодого футболиста не остались без внимания со стороны ведущих английских клубов. Сообщалось об интересе к нему со стороны «Манчестер Сити» и «Ливерпуля».
В сентябре 2014 года Эронз вернулся из лагеря молодёжной сборной с травмой подколенного сухожилия, на восстановление которой потребовалось шесть недель. После возвращения в строй к концу октября Роландо отличился забитым голом в матче Кубка Футбольной лиги против «Манчестер Сити». Однако в начале ноября у него случился рецидив травмы, после которого в оставшейся части сезона он редко появлялся на поле.
В летнее межсезонье 2015 года сообщалось об интересе в приобретении Эронза тех же «Манчестер Сити» и «Ливерпуля», также его хотел включить в сделку по переходу в «Ньюкасл Юнайтед» Чарли Остина клуб «Куинз Парк Рейнджерс», однако руководство «Ньюкасла» ответило отказом. Новый главный тренер команды, Стив Макларен, дал понять, что хочет оставить молодого игрока в команде и добивается для него нового долгосрочного контракта. Вместе с тем Макларен отметил, что пока не готов сделать на Эронза ставку как на полноценного игрока основного состава в силу его возраста. В начале 2016 года Макларен на протяжении нескольких матчей использовал Эронза на позиции левого защитника. Такая смена позиции не пошла на пользу ни клубу, ни игроку. Весной, когда «Ньюкасл» под руководством нового главного тренера Рафаэля Бенитеса, вёл борьбу за право остаться в Премьер-лиге, Эронз почти не получал игровой практики. Лишь в матче последнего тура против «Тоттенхэма» Роландо получил шанс проявить себя и, выйдя на замену, отметился голом и голевой передачей.
В августе 2016 года Эронз заключил с «Ньюкаслом» новый контракт сроком на пять лет. При подписании он заявил, что хотел бы остаться в «Ньюкасле», несмотря на то, что клуб покинул Премьер-лигу. Также Эронз рассказал, что ему понравилось работать с Бенитесом. С началом сезона Эронз принимал участие во всех пяти стартовых матчах «Ньюкасла», однако в 23 августа получил травму стопы, из-за которой выбыл из строя на два месяца. Это была уже третья его серьёзная травма за три сезона. В ноябре 2016 года Эронз получил очередную серьёзную травму, на этот раз повредив колено. Травма потребовала операции и длительной реабилитации, только в конце февраля 2017 года футболист вновь приступил к тренировкам.
В январе 2018 года Эронз, не имеющий игровой практики в «Ньюкасле», был отдан в аренду на шесть месяцев итальянскому клубу «Эллас Верона». В Италии футболист не сумел проявить себя, он шесть матчей начинал в стартовом составе, ещё в пяти выходил на замену, но не отметился ни одним голом или голевой передачей.
В сезоне 2018/2019 Эронз не был включён в заявку «Ньюкасла» на Премьер-лигу, выступал за вторую команду. В летнее межсезонье сообщалось, что игрок может отправиться в аренду в шотландский «Рейджерс» или на постоянной основе перейти в один из французских клубов, однако этого не произошло. 7 сентября 2018 года Роландо был отдан в аренду до конца сезона чешскому клубу «Слован» (Либерец). В чемпионате Чехии Эронз провёл 12 матчей, но не отметился результативными действиями. Уже в декабре он вернулся в распоряжение «Ньюкасла». 31 января 2019 года Эронз был отправлен в очередную аренду, на этот раз в клуб «Шеффилд Уэнсдей» из Чемпионшипа. Арендное соглашение рассчитано на полгода.

### Выступления за сборную
Эронз может представлять на международном уровне как Англию, так и Ямайку. По мнению бывшего тренера «Ньюкасла» Алана Пардью, Эронз собирается в будущем выступать за английскую сборную. В августе 2014 года футболист был включён в состав сборной Англии среди игроков до 20 лет её тренером Эйди Бутройдом. 5 сентября Эронз дебютировал в сборной до 20 лет в матче со сверстниками из Румынии, он забил гол и открыл счёт в матче, который завершился победой англичан со счётом 6:0.

## Вне футбола
Его кузен Макс Эронз тоже является профессиональным футболистом. Играет на позиции правого защитника за «Норвич Сити».
В марте 2017 года полиция Нортумбрии предъявила Эронзу обвинение в нарушении общественного порядка с применением насилия за участие в массовой драке в баре в октябре 2016 года. В мае 2018 года суд приговорил Эронза к условному 10-месячному тюремному сроку и 100 часам общественных работ.

## Статистика
| Выступление      | Выступление      | Выступление      | Лига | Лига | Кубки | Кубки | Еврокубки | Еврокубки | Итого | Итого |
| Клуб             | Лига             | Сезон            | Игры | Голы | Игры  | Голы  | Игры      | Голы      | Игры  | Голы  |
| ---------------- | ---------------- | ---------------- | ---- | ---- | ----- | ----- | --------- | --------- | ----- | ----- |
| Ньюкасл Юнайтед  | Премьер-лига     | 2014/2015        | 4    | 1    | 2     | 1     | 0         | 0         | 6     | 2     |
| Ньюкасл Юнайтед  | Премьер-лига     | 2015/2016        | 10   | 1    | 1     | 0     | 0         | 0         | 11    | 1     |
| Ньюкасл Юнайтед  | Чемпионшип       | 2016/2017        | 4    | 0    | 1     | 0     | 0         | 0         | 5     | 0     |
| Ньюкасл Юнайтед  | Премьер-лига     | 2017/2018        | 4    | 0    | 1     | 1     | 0         | 0         | 5     | 1     |
| Ньюкасл Юнайтед  | Итого            | Итого            | 22   | 2    | 5     | 2     | 0         | 0         | 27    | 4     |
| Эллас Верона     | Серия A          | 2017/2018        | 11   | 0    | 0     | 0     | 0         | 0         | 11    | 0     |
| Слован (Либерец) | Первая лига      | 2018/2019        | 12   | 0    | 1     | 0     | 0         | 0         | 13    | 0     |
| Шеффилд Уэнсдей  | Чемпионшип       | 2018/2019        | 1    | 0    | 0     | 0     | 0         | 0         | 1     | 0     |
| Всего за карьеру | Всего за карьеру | Всего за карьеру | 46   | 2    | 6     | 2     | 0         | 0         | 52    | 4     |

1. ↑  В графу «Кубки» входят игры и голы в национальных кубках, кубках лиги и суперкубках.